# 黄村河 (东江)
黄村河，又称四水，位于中华人民共和国广东省河源市东源县境内，是东江左岸支流，发源于东源县东端的白云嶂分水坳顶，东南流至园潭下转西北流，经黄村镇，至蓝口镇汇入东江。河长55.8千米，河道比降4.89‰，流域面积415平方千米。